# Gbeľany
Gbeľany este o comună slovacă, aflată în districtul Žilina din regiunea Žilina, pe malul râului Gbeliansky potok⁠(d). Localitatea se află la altitudinea de 361 m deasupra n.m., se întinde pe o suprafață de 7,13 km2 și în 2017 număra 1.382 de locuitori.

## Istoric
Localitatea Gbeľany este atestată documentar din 1362.

## Demografie
| An:                | 1994 | 2004   | 2014   | 2024    |
| ------------------ | ---- | ------ | ------ | ------- |
| Număr de persoane: | 1151 | 1244   | 1225   | 1586    |
| Diferență:         |      | +8,07% | −1,52% | +29,46% |

| An:                | 2023 | 2024   |
| ------------------ | ---- | ------ |
| Număr de persoane: | 1567 | 1586   |
| Diferență:         |      | +1,21% |